# Dominio PAS

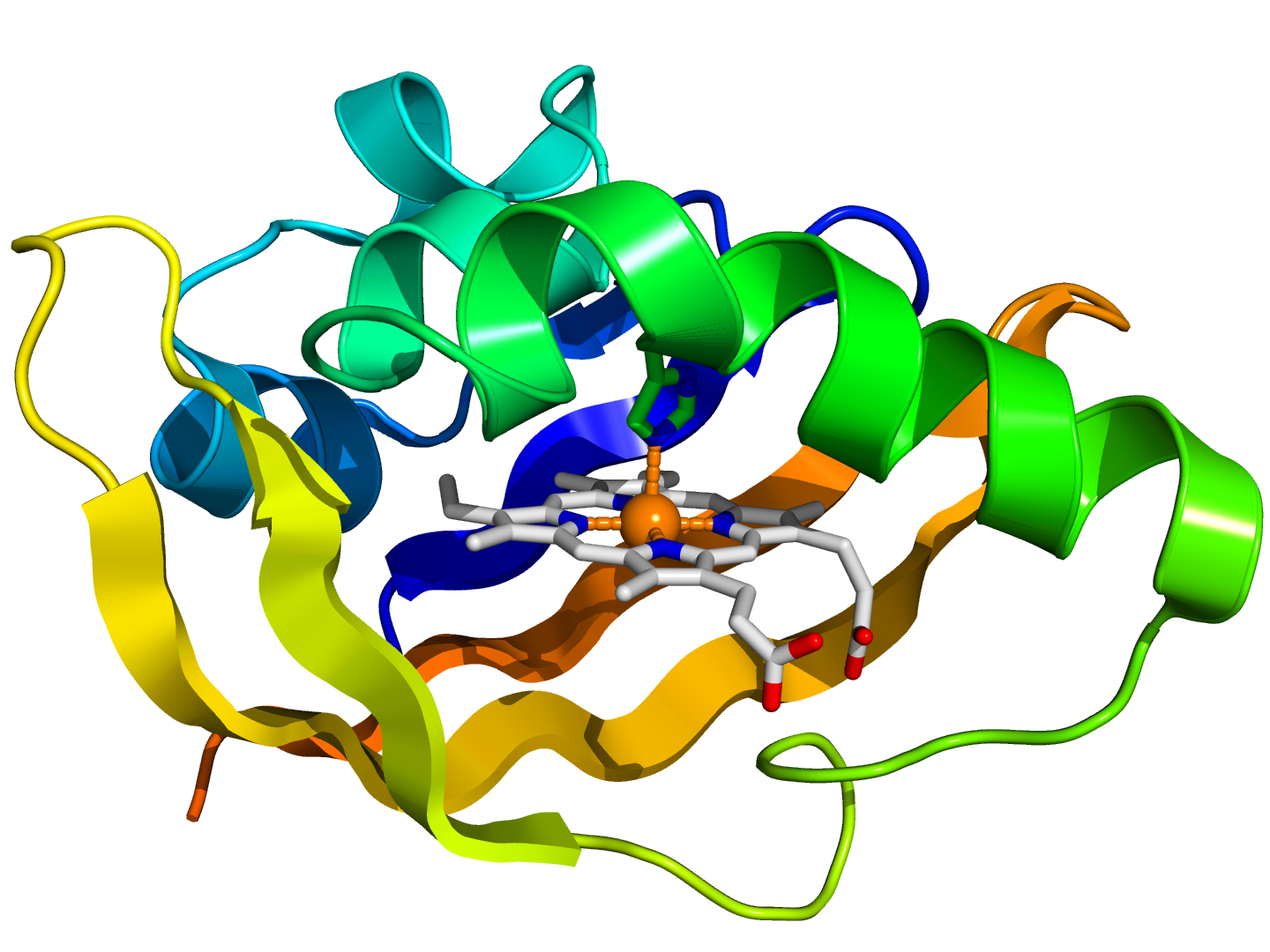
Estructura cristalográfica de un dominio PAS de la proteína bacteriana sensora de oxígeno fixL. La proteína está coloreada del siguiente modo: (N-terminal = azul, C-terminal = rojo. El ligando hemo es mostrado como varillas (carbono = blanco, nitrógeno = azul, oxígeno = rojo, hierro = naranja).

El dominio PAS es un dominio estructural de proteínas que se encuentra presente en muchas proteínas de señalización donde son utilizados como sensores de señal.  Los dominios PAS se encuentran en una gran variedad de organismos desde bacterias a humanos. El dominio Pas debe su nombre a la letra inicial de tres proteínas en las que se encuentra:
- Per – proteína del periodo circadiano.
- Arnt – proteína translocadora del receptor nuclear Ah.
- Sim – proteína single-minded  que regula el desarrollo del sistema nervioso central de Drosophila.

Muchas proteínas con dominios PAS detectan la señal a través de un cofactor asociado como el hemo.